# Turnišće Klanječko
Turnišće Klanječko est un village de la municipalité de Veliko Trgovišće (comitat de Krapina-Zagorje) en Croatie. Au recensement de 2011, le village comptait 50 habitants.